# Frogtie

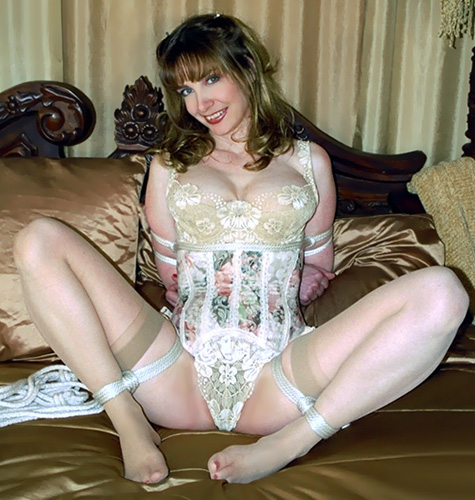
Frogtie

Frogtie [ˈfrɒgtaɪ] ist ein aus der englischen Sprache stammender Begriff  für eine Bondage-Stellung, bei der die Fußgelenke der gefesselten Person an die Oberschenkel gefesselt sind. Die Stellung trägt ihren Namen in Anlehnung an einen hockenden Frosch (engl. frog).
Die Handgelenke werden an die Fußgelenk-/Oberschenkelfesselung der jeweiligen Seite gefesselt. Alternativ werden die Arme auf dem Rücken zusammengebunden oder die Handgelenke, einzeln, an die Fußgelenke gefesselt.
Diese Stellung versetzt die gefesselte Person zwar in eine ausgelieferte Position, nimmt ihr jedoch nicht sämtliche Bewegungsfreiheit. Der gefesselten Person ist es noch möglich, sich zu bewegen, jedoch nur in einer sehr unbeholfenen Weise.
Die Frogtie-Fesselung wird auch als restriktive Sexstellung oder als Grundlage für eine intensivere Fesselung verwendet.